# Katsuhiro Harada
Katsuhiro Harada (原田 勝弘, Harada, Katsuhiro) (Tokio, Japan, 10 juni 1970) is een Japanse computerspelontwikkelaar bij Namco Bandai. Hij is verantwoordelijk voor de gamereeks Tekken. Naast het ontwikkelen heeft de Japanner in het verleden ook stemmen ingesproken voor onder andere de fictieve personage Marshall Law in Tekken 4 en Tekken 5. Verder helpt Harada mee bij andere projecten van Namco Bandai, zoals het huidige Soulcalibur-project onder leiding van Daishi Odashima. Hij werkte aan de game Tekken Tag Tournament 2 en aan de game Street Fighter X Tekken.

## Werken
- Tekken (1995)
- Tekken 2 (1996)
- Tekken 3 (1998)
- Tekken Tag Tournament (2000)
- Tekken Advance (2002)
- Tekken 4 (2002) - producent
- Tekken 5 (2005) - producent
- Urban Reign (2005)
- Tekken 5: Dark Resurrection (2006) - producent
- Soulcalibur Legends (2007)
- Tekken 6 (2007) - producent
- Soulcalibur IV (2008)
- Tekken 6: Bloodline Rebellion (2008) - producent
- Tekken 6 (2009) - producent
- Tekken Tag Tournament 2 (2011) - producent
- Street Fighter X Tekken (2012) — regisseur
- Tekken 3D: Prime Edition (2012) — uitvoerend producent
- Hyperdimension Neptunia Victory (2012) — stemacteur
- PlayStation All-Stars Battle Royale (2012) - adviseur
- Tekken Revolution (2013) — uitvoerend producent
- Digimon Story: Cyber Sleuth (2015) - adviseur
- Tekken 7 (2015) — regisseur
- Pokkén Tournament (2015) — producent
- Lost Reavers (2015) — uitvoerend producent
- Tekken 7: Fated Retribution (2016) — regisseur
- Summer Lesson (2016) — uitvoerend producent
- Pokkén Tournament DX (2017) - producent
- Tekken 8 (2024) - uitvoerend producent